# 2017年大西洋颶風季
2017年大西洋颶風季是个非常活跃且造成经济损失最高的大西洋飓风季，损失总额至少为2949.2亿美元。该风季共有17场被命名的风暴、10场飓风和6场大型飓风，本季节的大部分损失是由于飓风哈维、艾瑪和瑪莉亞造成的。另一场则为著名的飓风内特 (Nate)，是哥斯达黎加历史上最严重的自然灾害。哈维、艾玛、玛莉亚和内特这四个名字在该风季结束后因死亡人数和造成的损失而被除名，总体而言，热带气旋造成至少3,364人死亡——这是自2005年以来单风季死亡人数最多的一次。该季节还拥有自2005年以来最高的气旋能量指数(ACE)，创纪录的三场飓风均产生超过40的总数量：来自于艾玛、何塞和玛莉亚。
该季节有两场5级飓风，这是有史以来仅有的七次出现多五级飓风之一，也是继2007年以外唯一有两次飓风以这种强度登陆的季节。这也成为连续第二个以至少有一场5级飓风为特色的风季。本季所有10场飓风都是连续发生的——这是卫星时代连续飓风数量最多的一次，并与大西洋盆地有史以来观测到的连续飓风数量最多。
该季节从6月1日正式开始，并于11月30日结束。这些日期在历史上描述了大西洋盆地大多数热带气旋形成并被公约采用的一年中的时期。然而，正如四月的热带风暴阿琳所显示的，热带气旋在一年中的其他时间都有可能形成。8月下旬，飓风哈维袭击了德克萨斯州，成为自大西洋飓风季的飓风威尔玛以来第一次登陆美国的大型飓风，也是自2004年的飓风查利以来最强的飓风。这场风暴追平了造成损失最高的热带气旋的记录，并打破了美国热带气旋造成的降雨量最多的记录，休斯顿地区发生严重洪灾。9月初，飓风艾尔玛成为有记录以来第一个影响背风群岛北部的5级飓风，后来以4级飓风的形式登陆佛罗里达群岛。就持续风速而言，艾玛当时成为墨西哥湾和加勒比海以外大西洋盆地有史以来最强的飓风，最大持续风速为180英里/小时（285公里/小时）；直到被2019年的飓风多利安给打破。9月中旬，飓风玛丽亚成为历史上第一场袭击多米尼加岛的5级飓风。它后来在波多黎各登陆，成为具有灾难性影响的高端4级飓风。这个季节的大部分死亡事件都发生在玛丽亚身上。10月初，飓风内特成为墨西哥湾有记录以来移动速度最快的热带气旋，也是2017年袭击美国本土的第三场飓风。一个多星期后，飓风奥菲利亚成为大西洋盆地有记录以来最东端的大型飓风，后来以温带气旋的形式影响了北欧的大部分地区。本季以热带风暴丽娜结束，它于11月9日转为温带气旋。
对该季节的初步预测预计会出现厄尔尼诺现象，从而降低热带气旋活动。然而，预测的厄尔尼诺现象并未发展，取而代之的是冷中性条件，后来发展为拉尼娜现象——连续第二次。这导致预报员提高了他们的预测总数，有些人后来预计这个季节可能是自2010年以来最活跃的季节。从2017年开始，美国国家飓风中心可以选择针对尚未成为热带气旋但很有可能成为热带气旋的干扰发布咨询——从而允许发布观察和警告，第一个获得此称号的风暴是潜在热带气旋二。6月18日，它在向风群岛东南偏东发展成热带风暴布雷特。此外，在飓风季节的剩余时间里，潜在热带气旋收到的编号将保留，这意味着下一个热带系统将被指定为以下编号，即使潜在热带气旋不符合热带气旋的条件。这首先在潜在热带气旋10中得到证明，该气旋未能发展成热带气旋。

## 熱帶氣旋

### 熱帶風暴阿琳（Arlene）
2017年4月19日上午11時，美國國家颶風中心將亞速爾群島西南面的低壓區升格為亞熱帶低氣壓，並給予編號One。
4月20日上午11時，該亞熱帶低氣壓轉化為熱帶低氣壓。下午5時，美國國家颶風中心將其升格為熱帶風暴，並命名為阿琳（Arlene）。
4月21日上午11時，美國國家颶風中心認為其已轉化為溫帶氣旋。

### 熱帶風暴布雷特（Bret）
2017年6月13日，一個東風波移離非洲海岸後，美國國家颶風中心開始對其進行監測。
6月18日下午5時，美國國家颶風中心將其評級為潛在熱帶氣旋。，並給予編號Two。
6月19日下午5時，美國國家颶風中心將其升格為熱帶風暴，並命名為布雷特（Bret）。
6月20日，美國國家颶風中心對其發出最後的警報。

### 熱帶風暴辛迪（Cindy）
2017年6月16日，一個低壓區在加勒比海西北部生成。
6月19日下午5時，美國國家颶風中心將其評級為潛在熱帶氣旋，並給予編號Three。
6月20日下午2時，美國國家颶風中心將其升格為熱帶風暴，並命名為辛迪（Cindy）。
6月22日上午11時，美國國家颶風中心將其降格為熱帶低氣壓。
6月23日下午5時，美國國家颶風中心將其降格為後熱帶氣旋。

### 熱帶風暴唐（Don）
2017年7月17日下午5时，美国国家飓风中心（NHC）将其升格为热带风暴，并命名為唐（Don）。
7月18日晚上11时，美国国家飓风中心将其降格为热带残余，并对其发布最后的警报。

### 熱帶風暴艾米莉（Emily）
2017年7月31日06时，美国国家飓风中心（NHC）对一个热带气旋发布特殊警报，将其立即升格为热带低气压，并给予编号SIX。08时，美国国家飓风中心将其升格为热带风暴，并命名艾米丽（Emily）。14时，“艾米丽”以热带风暴登陆美国佛罗里达州。17时，美国国家飓风中心将其降格为热带低气压。
08月1日23时，美国国家飓风中心将其降格为后热带气旋，并对其发布最后的警报。

### 颶風富蘭克林（Franklin）
2017年8月5日，一个低压区在加勒比海中南部海域生成。02时，美国国家飓风中心（NHC）对其未来两天发展评级为"LOW"并发展概率为20%，未来两天发展评级为"MEDUIM"并发展概率为50%。23时，美国国家飓风中心对其未来两天发展评级为"MEDUIM"并发展概率为50%，未来五天发展评级为"HIGH"并发展概率为80%。
08月6日17时，美国国家飓风中心将其升格为热带低气压，并给予编号SEVEN。23时，美国国家飓风中心将其升格为热带风暴，并命名富兰克林（Franklin）。
08月8日02时，“富兰克林”以热带风暴登陆墨西哥金塔那罗奥州。
08月9日17时，美国国家飓风中心将其升格为一级飓风。
08月10日02时，“富兰克林”以一级飓风登陆墨西哥韦拉克鲁斯州。05时，美国国家飓风中心将其降格为热带风暴。11时，美国国家飓风中心将其降格为热带残余，并对其发布最后的警报。

### 颶風格特（Gert）
2017年8月12日，一个低压区在特克斯和凯科斯群岛东北150英里处生成。08时，美国国家飓风中心（NHC）对其未来两天发展评级为"MEDUIM"并发展概率为60%，未来五天发展评级为"HIGH"并发展概率为70%。23时，美国国家飓风中心将其升格为热带低气压，并给予编号EIGHT。
08月13日17时，美国国家飓风中心将其升格为热带风暴，并命名格特（Gret）。
08月14日23时，美国国家飓风中心将其升格为一级飓风。
08月16日17时，美国国家飓风中心将其升格为二级飓风。23时，美国国家飓风中心将其降格为一级飓风。
08月17日17时，美国国家飓风中心将其定义为温带气旋，并对其发布最后的警报

### 颶風哈維（Harvey）
2017年8月15日，一个低压区在百慕大群岛西南偏西几百英里处生成。02时，美国国家飓风中心（NHC）对其未来两天发展评级为"LOW"并发展概率为20%，未来五天发展评级"MEDUIM"并发展概率为60%。
8月16日02时，美国国家飓风中心对其未来两天发展评级为"MEDUIM"并发展概率为60%，未来五天发展评级为"HIGH"并发展概率为70%。11时，美国国家飓风中心对其发布特殊警报，将其立即定义为潜在的热带气旋，并给予编号NINE。17时，美国国家飓风中心将其升格为热带风暴，并命名哈维（Harvey）。
8月19日17时，美国国家飓风中心将其降格为热带低气压。23时，美国国家飓风中心将其降格为热带残余，并对其发布最后的警报。
8月23日02时，美国国家飓风中心对其重新发报，并将其升格为热带低气压。
8月24日02时，美国国家飓风中心将其升格为热带风暴。14时，美国国家飓风中心将其升格为一级飓风。
8月25日02时，美国国家飓风中心将其升格为二级飓风。17时，美国国家飓风中心将其升格为三级飓风。20时，美国国家飓风中心将其升格为四级飓风。23时，“哈维”以四级飓风登陆美国得克萨斯州。
8月26日02时，美国国家飓风中心将其降格为三级飓风。05时，美国国家飓风中心将其降格为二级飓风。08时，美国国家飓风中心将其降格为一级飓风。14时，美国国家飓风中心将其降格为热带风暴。
8月30日05时，“哈维”以热带风暴登陆美国路易斯安那州。20时，美国国家飓风中心将其降格为热带低气压。23时，美国国家飓风中心对其发布最后的警报，并转交于天气预报中心（WPC）发报。
9月1日17时，天气预报中心将其降格为后热带气旋，并对其停止发报。

### 颶風艾瑪（Irma）
2017年8月28日，一个低压区在非洲西海岸生成。08时，美国国家飓风中心（NHC）对其未来两天发展评级为"LOW"并发展概率为30%，未来五天发展评级为"HIGH"并发展概率为70%。
08月29日20时，美国国家飓风中心对其未来两天发展评级为"HIGH"并发展概率为90%，未来五天发展评级为"HIGH"并发展概率为90%。
08月30日11时，美国国家飓风中心对其发布特殊警报，将其立即升格为热带风暴，并命名艾瑪（Irma）。
08月31日11时，美国国家飓风中心将其直接升格为二级飓风。17时，美国国家飓风中心将其升格为三级飓风。
09月1日11时，美国国家飓风中心将其降格为二级飓风。17时，美国国家飓风中心将其再次升格为三级飓风。
09月2日05时，美国国家飓风中心将其降格为二级飓风。
09月3日05时，美国国家飓风中心将其再次升格为三级飓风。
09月4日17时，美国国家飓风中心将其升格为四级飓风。
09月5日08时，美国国家飓风中心将其升格为五级飓风。
09月6日08时，以五级飓风登陆圣马丁岛。14时，以五级飓风登陆（英属）维尔京群岛。
09月8日05时，美国国家飓风中心将其降格为四级飓风。23时，美国国家飓风中心将其再次升格为五级飓风。同时，以五级飓风登陆古巴卡马圭省。
09月9日05时，美国国家飓风中心将其降格为四级飓风。11时，美国国家飓风中心将其降格为三级飓风。
09月10日02时，美国国家飓风中心将其再次升格为四级飓风。14时，美国国家飓风中心将其降格为三级飓风。17时，美国国家飓风中心将其降格为二级飓风。同时，以二级飓风登陆美国佛罗里达州。
09月11日02时，美国国家飓风中心将其降格为一级飓风。08时，美国国家飓风中心将其降格为热带风暴。23时，美国国家飓风中心将其降格为热带低气压，并对其发布最后的警报。

### 颶風何塞（Jose）
2017年8月31日，一个低压区在非洲西海岸生成。
09月5日11时，美国国家飓风中心（NHC）对其发布特殊警报，并将其立即升格为热带风暴，并命名何塞（Jose）。
09月6日17时，美国国家飓风中心将其升格为一级飓风。
09月7日17时，美国国家飓风中心将其直接升格为三级飓风。
09月8日11时，美国国家飓风中心将其升格为四级飓风。
09月10日17时，美国国家飓风中心将其降格为三级飓风。
09月11日17时，美国国家飓风中心将其降格为二级飓风。23时，美国国家飓风中心将其降格为一级飓风。
09月14日11时，美国国家飓风中心将其降格为热带风暴。
09月15日17时，美国国家飓风中心将其再次升格为一级飓风。9月20日，美国国家飓风中心将其再次降格为熱帶風暴。
9月22日，颶風何塞轉化為溫帶氣旋。

### 颶風卡蒂婭（Katia）
2017年9月3日，一个低压区在墨西哥湾西南部海域生成。
09月5日17时，美国国家飓风中心（NHC）将其升格为热带低气压，并给予编号THIRTEEN。
09月6日05时，美国国家飓风中心将其升格为热带风暴，并命名凯蒂娅（Katia）。17时，美国国家飓风中心将其升格为一级飓风。
09月8日11时，美国国家飓风中心将其升格为二级飓风。23时，美国国家飓风中心将其降格为一级飓风。同时，“凯蒂娅”以一级飓风登陆墨西哥韦拉克鲁斯州。
09月9日02时，美国国家飓风中心将其降格为热带风暴。08时，美国国家飓风中心将其降格为热带低气压。11时，美国国家飓风中心将其降格为热带残余。

### 颶風李（Lee）
2017年9月13日，一個低壓區於非洲以西海岸生成。
2017年9月14日23時，美國國家颶風中心(NHC)將其升格為熱帶低氣壓，並給予編號FOURTEEN。
2017年9月16日11時，美國國家颶風中心將其升格為熱帶風暴，並命名李(Lee)。
2017年9月17日11時，美國國家颶風中心將其降格為熱帶低氣壓。
2017年9月18日23時，美國國家颶風中心將其降格為熱帶殘餘，並對其發布最後的警報。
2017年9月23日3時，迷你環流逐漸增強，美國國家颶風中心判定同一個系統，5時美國國家颶風中心再次升格為熱帶風暴。
2017年9月24日14時，美國國家颶風中心將其升格為一級颶風。後來，美國國家颶風中心再將其升格為二級颶風。
2017年9月27日22時，美國國家颶風中心再將其升格為三級颶風。同時也代表著颶風李的強度已達顛峰。
2017年9月28日5時，颶風李減弱為一級颶風。
2017年9月29日11時，美國國家颶風中心將其降格為熱帶風暴。
2017年9月30日5時，美國國家颶風中心認為其已轉化為溫帶氣旋，並發出最後警報。

### 颶風瑪莉亞（Maria）
2017年9月15日，一个低压区在向风群岛以东1000英里处生成。20时，美国国家飓风中心（NHC）对其未来两天的发展评级为"HIGH"并发展概率为80%，未来五天发展评级为"HIGH"并发展概率为90%。
09月16日11时，美国国家飓风中心对其发布特殊警报，将其立即定义为潜在的热带气旋，并给予编号FIFTEEN。14时，美国国家飓风中心将其升格为热带低气压。17时，美国国家飓风中心将其升格为热带风暴，并命名瑪麗亞（Maria）。
09月17日17时，美国国家飓风中心将其升格为一级飓风。
09月18日08时，美国国家飓风中心将其升格为二级飓风。11时，美国国家飓风中心将其升格为三级飓风。17时，美国国家飓风中心将其升格为四级飓风。20时，美国国家飓风中心将其升格为五级飓风。23时，“瑪麗亞”以五级飓风登陆多米尼克圣戴维区。
09月19日02时，美国国家飓风中心将其降格为四级飓风。後來，強度又回升為五级飓风。並且再度登陸於波多黎各亞武科阿。隨著瑪麗亞逐漸移往中高緯度地區，強度也從五级飓风逐漸減弱為热带风暴。
2017年9月30日17時，美國國家颶風中心認為其已轉化為溫帶氣旋，並發出最後警報。

### 颶風奧菲利亞（Ophelia）
10月7日，一個低壓區在亞速爾群島西南700英里處生成。20時，美國國家颶風中心對其未來兩天發展評級為"HIGH"並發展概率為70%，未來五天發展評級為"HIGH"並發展概率為70%。
10月9日5時，美國國家颶風中心將其升格為熱帶低氣壓，並給予編號SEVENTEEN。11時，美國國家颶風中心將其升格為熱帶風暴，並命名奧菲利亞(Ophelia)。
10月11日下午5時，美國國家颶風中心將其升格為一級颶風。
10月12日下午8時，美國國家颶風中心將其升格為二級颶風。
10月14日上午10時，美國國家颶風中心將其升格為三級颶風。
10月16日，轉化為溫帶氣旋。

### 熱帶風暴菲利普（Philippe）
10月27日下午5時，美國國家颶風中心發佈第十八號潛在熱帶氣旋資訊。
10月28日上午11時，升格為熱帶性低氣壓。
10月28日下午5時，升格為熱帶風暴並命名為菲利普。
10月30日，消散。

### 熱帶風暴麗娜（Rina）
11月3日，一個低壓區在大西洋中部海域生成。
11月6日5時，美國國家颶風中心將其升格為熱帶低氣壓，並給予編號NINETEEN。23時，美國國家颶風中心將其升格為熱帶風暴，並命名為麗娜。
11月9日11時，美國國家颶風中心認為已經轉化為溫帶氣旋，並對其發布最後的警報。

## 其他熱帶氣旋
除了被國家颶風中心命名的熱帶氣旋外，還有一些沒被命名的熱帶低氣壓。以下列出那些熱帶氣旋的資料。

## 風暴名稱
下面的名字將被用於2017年在北大西洋形成而又被命名的風暴。如果有退役名稱的話，將由世界氣象組織在2018年春天宣布。在這個名單中未退役的名字將在2023年的風季中再次使用。這是與2011年風季使用的名單大致相同。黑色體字表示今年已經使用過，黑色粗體名稱則表示該風暴活躍中，未使用之名字則以灰色字體表示。
| - Arlene - Bret - Cindy - Don - Emily - Franklin - Gert | - Harvey - Irma - Jose - Katia - Lee - Maria - Nate | - Ophelia - Philippe - Rina - Sean（未用） - Tammy（未用） - Vince（未用） - Whitney（未用） |

### 退役
2018年4月11日，世界气象组织决定将四個造成重大人员伤亡和财产损失的飓风——哈維、艾爾瑪、瑪麗亞、內特名称退役，2023年大西洋飓风季时，四個名称分別将以“哈羅德”（Harold）、“伊達利亞”（Idalia）、“馬戈特”（Margot）、“奈傑爾”（Nigel）取代。

## 颶風季影響
以下圖表顯示了2017年大西洋颶風季的所有熱帶氣旋以及它們的登陸資料(如有)。在括號內的死亡人數屬於非直接，但仍與風暴有關的死亡。所有破壞及死亡數字都包括風暴在擾動及溫帶氣旋階段時的資料。
ACE的計算公式：{\displaystyle \sum _{}^{}{\frac {{v_{\mathrm {max} }}^{2}}{10^{4}}},}，單位為{\displaystyle 10^{4}kt^{2}}。
| 萨菲尔-辛普森飓风风力等级 |    |    |    |    |    |    |
| TD                        | TS | C1 | C2 | C3 | C4 | C5 |

| 风暴名称      | 持续日期           | 风暴最高强度 | 最大持续风速 | 最低气压 （百帕） | ACE     | 登陆                               | 登陆               | 登陆     | 损失 （百万美元） | 死亡人数  |
| 风暴名称      | 持续日期           | 风暴最高强度 | 最大持续风速 | 最低气压 （百帕） | ACE     | 地点                               | 时间               | 风速     | 损失 （百万美元） | 死亡人数  |
| ------------- | ------------------ | ------------ | ------------ | ----------------- | ------- | ---------------------------------- | ------------------ | -------- | ----------------- | --------- |
| 阿琳          | 4月18日－4月21日   | 热带风暴     | 85 km/h      | 990               | 0.81    | 没有登陆                           | 没有登陆           | 没有登陆 | 0                 | 0         |
| 布雷特        | 6月19日－6月20日   | 热带风暴     | 85 km/h      | 1007              | 0.5225  | 特立尼达和多巴哥                   | 6月20日            | 75 km/h  | > 3               | 1(1)      |
| 布雷特        | 6月19日－6月20日   | 热带风暴     | 85 km/h      | 1007              | 0.5225  | 委内瑞拉苏克雷州                   | 6月20日            | 75 km/h  | > 3               | 1(1)      |
| 辛迪          | 6月20日－6月23日   | 热带风暴     | 95 km/h      | 991               | 1.8425  | 美國路易斯安那州查爾斯湖           | 6月22日5時         | 75 km/h  | 未知              | 2(1)      |
| 04L           | 7月6日－7月7日     | 热带低氣压   | 45 km/h      | 1009              | 0       | 没有登陆                           | 没有登陆           | 没有登陆 | 0                 | 0         |
| 唐            | 7月17日－7月18日   | 热带风暴     | 85 km/h      | 1005              | 0.7675  | 没有登陆                           | 没有登陆           | 没有登陆 | 0                 | 0         |
| 艾米莉        | 7月31日－8月1日    | 热带风暴     | 75 km/h      | 1005              | 0.16    | 美國佛羅里達州馬納提縣安娜瑪麗亞島 | 7月31日10時45分    | 75 km/h  | 0.096             | 0         |
| 富蘭克林      | 8月6日－8月10日    | 一级飓风     | 140 km/h     | 981               | 3.685   | 墨西哥金塔納羅奧州                 | 8月7日23時         | 95 km/h  | 未知              | 0         |
| 富蘭克林      | 8月6日－8月10日    | 一级飓风     | 140 km/h     | 981               | 3.685   | 墨西哥韋拉克魯斯州                 | 8月9日             | 140 km/h | 未知              | 0         |
| 格特          | 8月12日－8月17日   | 二级飓风     | 175 km/h     | 962               | 7.805   | 没有登陆                           | 没有登陆           | 没有登陆 | 0                 | 0(2)      |
| 哈維          | 8月17日－9月1日    | 四级飓风     | 215 km/h     | 937               | 11.4425 | 美國德克薩斯州阿蘭瑟斯縣聖何塞島   | 8月26日3時         | 215 km/h | 198,630           | 63(28)    |
| 哈維          | 8月17日－9月1日    | 四级飓风     | 215 km/h     | 937               | 11.4425 | 美國德克薩斯州阿蘭瑟斯縣拉馬爾     | 8月26日6時         | 205 km/h | 198,630           | 63(28)    |
| 哈維          | 8月17日－9月1日    | 四级飓风     | 215 km/h     | 937               | 11.4425 | 美國路易斯安那州卡梅倫堂區卡梅倫   | 8月30日9時         | 75 km/h  | 198,630           | 63(28)    |
| 伊爾瑪        | 8月30日－9月12日   | 五级飓风     | 295 km/h     | 914               | 64.8925 | 安提瓜和巴布達巴布達島             | 9月6日上午2時      | 295 km/h | ≥ 66,770          | 134       |
| 伊爾瑪        | 8月30日－9月12日   | 五级飓风     | 295 km/h     | 914               | 64.8925 | 聖馬丁島                           | 9月6日8時          | 295 km/h | ≥ 66,770          | 134       |
| 伊爾瑪        | 8月30日－9月12日   | 五级飓风     | 295 km/h     | 914               | 64.8925 | 英屬維爾京群島托爾托拉島           | 9月6日13時         | 295 km/h | ≥ 66,770          | 134       |
| 伊爾瑪        | 8月30日－9月12日   | 五级飓风     | 295 km/h     | 914               | 64.8925 | 巴哈馬伊納瓜小伊納瓜島             | 9月8日2時          | 260 km/h | ≥ 66,770          | 134       |
| 伊爾瑪        | 8月30日－9月12日   | 五级飓风     | 295 km/h     | 914               | 64.8925 | 古巴卡馬圭省薩瓦納-卡馬圭群島      | 9月8日23時         | 260 km/h | ≥ 66,770          | 134       |
| 伊爾瑪        | 8月30日－9月12日   | 五级飓风     | 295 km/h     | 914               | 64.8925 | 美國佛羅里達州門羅縣卡喬島         | 9月10日9時10分     | 215 km/h | ≥ 66,770          | 134       |
| 伊爾瑪        | 8月30日－9月12日   | 五级飓风     | 295 km/h     | 914               | 64.8925 | 美國佛羅里達州柯里爾縣馬可島       | 9月10日15時35分    | 185 km/h | ≥ 66,770          | 134       |
| 何塞          | 9月5日－9月22日    | 四级飓风     | 250 km/h     | 938               | 43.28   | 没有登陆                           | 没有登陆           | 没有登陆 | 很少              | 0(1)      |
| 卡蒂婭        | 9月5日－9月9日     | 二级飓风     | 165 km/h     | 972               | 6.055   | 墨西哥韋拉克魯斯州特科盧特拉       | 9月8日23時         | 120 km/h | 未知              | 3(0)      |
| 李            | 9月15日－9月30日   | 三级飓风     | 185 km/h     | 962               | 17.925  | 没有登陆                           | 没有登陆           | 没有登陆 | 很少              | 0         |
| 瑪麗亞        | 9月16日－9月30日   | 五级飓风     | 280 km/h     | 908               | 44.6175 | 多米尼克聖帕特里克堂區             | 9月19日下午9時15分 | 260 km/h | ≥ 103,450         | >547      |
| 瑪麗亞        | 9月16日－9月30日   | 五级飓风     | 280 km/h     | 908               | 44.6175 | 波多黎各亞武科阿                   | 9月20日下午6時15分 | 250 km/h | ≥ 103,450         | >547      |
| 內特          | 10月4日－10月9日   | 一级飓风     | 150 km/h     | 981               | 4.0325  | 尼加拉瓜北大西洋自治區             | 10月5日            | 65 km/h  | > 835             | 43(2)     |
| 內特          | 10月4日－10月9日   | 一级飓风     | 150 km/h     | 981               | 4.0325  | 美國路易斯安那州                   | 10月7日            | 140 km/h | > 835             | 43(2)     |
| 內特          | 10月4日－10月9日   | 一级飓风     | 150 km/h     | 981               | 4.0325  | 美國密西西比州哈里森縣比洛克西     | 10月8日凌晨1時30分 | 140 km/h | > 835             | 43(2)     |
| 奧菲利亞      | 10月9日－10月16日  | 三级飓风     | 185 km/h     | 960               | 14.4375 | 没有登陆                           | 没有登陆           | 没有登陆 | > 71              | 3(51)     |
| 菲利普        | 10月28日－10月29日 | 热带风暴     | 65 km/h      | 1000              | 0.1225  | 古巴青年島                         | 10月28日           | 55 km/h  | > 100             | 0         |
| 菲利普        | 10月28日－10月29日 | 热带风暴     | 65 km/h      | 1000              | 0.1225  | 古巴阿爾特米薩省                   | 10月28日           | 55 km/h  | > 100             | 0         |
| 菲利普        | 10月28日－10月29日 | 热带风暴     | 65 km/h      | 1000              | 0.1225  | 美國佛羅里達州                     | 10月29日           | 75 km/h  | > 100             | 0         |
| 麗娜          | 11月6日－11月9日   | 热带风暴     | 95 km/h      | 991               | 1.6625  | 没有登陆                           | 没有登陆           | 没有登陆 | 很少              | 0         |
| 季节总结      |                    |              |              |                   |         |                                    |                    |          |                   |           |
| 18個 熱帶氣旋 | 4月19日－11月9日   |              | 285 km/h     | 908               | 224.06  | 25次登陆                           | 25次登陆           | 25次登陆 | > 369,860         | >796 (86) |

## 外部連結
- 美國國家颶風中心（页面存档备份，存于）
- 美國海軍實驗室（页面存档备份，存于）
- ACE（页面存档备份，存于）